# Bayerischer Landesverein für Heimatpflege
Der Bayerische Landesverein für Heimatpflege e. V. ist ein Verein zur Förderung der Heimatpflege in Bayern mit Sitz in München. Der Verein versteht sich auch als Dachorganisation für die haupt- und ehrenamtlichen Heimatpfleger in Bayern.

## Aufgaben
Zur Heimatpflege zählt der Verein die Baugestaltung, Denkmalpflege, Landschaftspflege, Bräuche, Sprachpflege und Sprachkultur, Volksschauspiel, Trachten, regionale Geschichtsforschung, Volksmusik, Volkslied und Volkstanz. Der Verein veranstaltet Kulturfahrten und Tagungen.

## Organisation

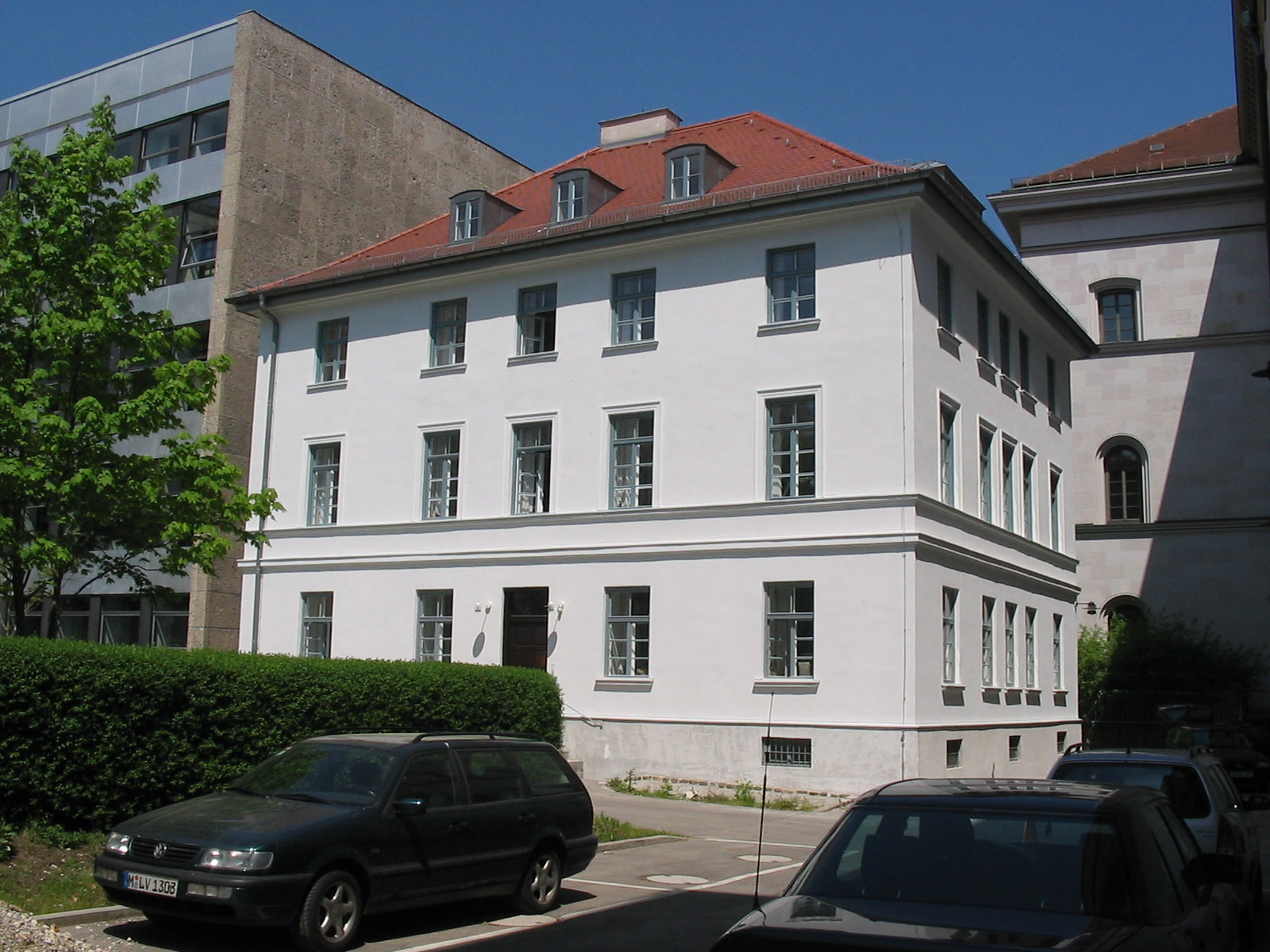
Geschäftsstelle des Vereins in dem nach seinem Erbauer benannten Riederer-Haus von 1823 in der Münchener Ludwigstraße (2006)

Dem Landesverein wurde vom Freistaat Bayern der im Artikel 141 der bayerischen Verfassung festgelegte Auftrag „Der Staat schützt die kulturelle Überlieferung“ übertragen.
Der Verein besteht derzeit aus circa 8.000 Mitgliedern. Er wird von einem neunköpfigen Vorstand geleitet; 1. Vorsitzender ist seit Juli 2020 – als Nachfolger des ehemaligen bayerischen Landtagspräsidenten Johann Böhm – der niederbayerische Bezirkstagspräsident Olaf Heinrich, 2. Vorsitzender der oberfränkische Bezirksheimatpfleger Günter Dippold. Grundsätzliche Fragen behandelt ein über 40-köpfiger Beirat. Der Verein hat eine Geschäftsstelle in München und vier Außenstellen. Er beschäftigt 16 hauptamtliche Mitarbeiter. Von 2003 bis zu seinem Tod am 27. April 2019 war Martin Wölzmüller Geschäftsführer, der seine Tätigkeit im Verein als Verwaltungssachbearbeiter im Jahr 1988 begonnen hatte. 2019 übernahm der Historiker Wolfgang Pledl die Geschäftsführung, 2021 folgte der Historiker und langjährige SZ-Journalist Rudolf Neumaier nach. Im August 2021 wurde Johann Böhm zum Ehrenvorsitzenden ernannt und er erhielt die Medaille für vorbildliche Heimatpflege.

## Geschichte
Der Landesverein ist im Zuge der Heimatschutzbewegung während des Kaiserreiches entstanden. Seine Wurzeln hat der Verein in dem 1902 in München gegründeten „Verein für Volkskunst und Volkskunde e. V.“, der sich von Beginn an auch bau- und denkmalpflegerischen Zielsetzungen widmete und ab 1916 die Bezeichnung „Bayerischer Landesverein für Heimatschutz“ führte. Die ab 1903 erscheinende Zeitschrift Volkskunst und Volkskunde wurde bereits 1912 in Bayerischer Heimatschutz umbenannt.
Für den heutigen Regierungsbezirk Schwaben (damals Kreis Schwaben und Neuburg) wurde auf Initiative des Oberbürgermeisters von Kempten Otto Merkt bereits 1929 ein nebenamtlicher, ab 1935 ein hauptamtlicher Heimatpfleger eingeführt. Neben den hauptamtlichen Heimatpflegern wurden für die einzelnen Bezirksamtsbereiche (später Landkreise) ehrenamtliche Heimatpfleger (Vertrauensleute) bestellt, die vor allem in der Bodendenkmalpflege tätig waren. 1938 wurde der Verein in „Bayerischer Heimatbund“ umbenannt und eine Landesstelle für Volkskunde in Bayern eingerichtet.
Nach dem Ende des Zweiten Weltkriegs wurde der Verein, durch das allgemeine Vereinsverbot, verboten. Im Jahr 1945 wurde der Verein als Bayerischer Landesverein für Heimatpflege wiedergegründet. Dieser Name wird bis heute genutzt. Der Verein erreichte, dass die Organisation der Heimatpflege im Regierungsbezirk Schwaben von den weiteren bayerischen Regierungsbezirken übernommen wurde. So sind heute neben sieben hauptamtlichen Bezirksheimatpflegern rund 290 ehrenamtliche Heimatpfleger in den Landkreisen, Großen Kreisstädten und kreisfreien Städten tätig. 
Die Aufgabe der fachlichen Betreuung der ehrenamtlich tätigen Kreis-, Stadt- und Ortsheimatpfleger nimmt – mit staatlicher Unterstützung – der Bayerische Landesverein für Heimatpflege durch regelmäßige Arbeits- und Fortbildungstagungen sowie Lehrgänge und Kurse und die Bereitstellung von Informations- und Arbeitsmaterial wahr.
Das Denkmalnetz Bayern, ein offenes Bündnis von interessierten Bürgerinnen und Bürgern, die das gemeinsame Ziel „Erhaltung von Denkmälern und überlieferten Orts- und Stadtbildern in Bayern“ haben, ist organisatorisch beim Landesverein angesiedelt. Der Landesverein war 2011 Mitgründer des Denkmalnetz Bayern.
Umbenennungen des Vereins
- 1902 Verein für Volkskunst und Volkskunde
- 1904 Bayerischer Verein für Volkskunst und Volkskunde
- 1916 Bayerischer Landesverein für Heimatschutz – Verein für Volkskunst und Volkskunde
- 1938 Bayerischer Heimatbund
- 1938 Bayerischer Heimatbund – Landesstelle für Volkskunde
- 1945 Bayerischer Landesverein für Heimatpflege

## Medaille „Für vorbildliche Heimatpflege“
Im Europäischen Denkmalschutzjahr 1975 beschloss der Bayerische Landesverein für Heimatpflege, für Bürger oder Bürgervereinigungen, die beispielhafte Leistungen auf dem Gebiet der Heimatpflege erbracht haben, eine Auszeichnung zu schaffen. 1977 wurde die Medaille „Für vorbildliche Heimatpflege“ erstmals verliehen; sie wurde von Robert Lippl gestaltet. Der Preis wird in unregelmäßigen Abständen vergeben.

## Publikationen
Zeitschriften:
- Schönere Heimat (vierteljährlich) ISSN 0177-4492
- Der Bauberater (vierteljährlich) ISSN 0177-4484
- Volksmusik in Bayern (vierteljährlich) ISSN 0177-445X

Reihe:
- Forum Heimatforschung. Ziele – Wege – Ergebnisse. (Seit 1996)

## Ähnliche Vereine in den anderen Bundesländern
Vereine mit gleichem oder ähnlichem Aufgabengebiet in den anderen deutschen Bundesländern sind:
- Landesverein Badische Heimat e. V.
- Europäische Vereinigung für Eifel und Ardennen (EVEA) e. V.
- Landesheimatverband Mecklenburg-Vorpommern e. V.
- Landesverein Sächsischer Heimatschutz e. V.
- Niedersächsischer Heimatbund e. V.
- Landesheimatbund Sachsen-Anhalt e. V.
- Schleswig-Holsteinischer Heimatbund e. V.
- Schwäbischer Heimatbund e. V.
- Heimatbund Thüringen e. V.
- Westfälischer Heimatbund e. V.
- Lippischer Heimatbund e. V.

Auf Bundesebene:
- Bund Heimat und Umwelt in Deutschland